# Peshtigo Lake
Der Peshtigo Lake ist ein See in Forest County außerhalb der Stadt Crandon im US-Bundesstaat Wisconsin und liegt 484 m ü. d. M. Seine Fläche beträgt 0,63 km². Die maximale Tiefe liegt bei zwei Meter.
Im August 2006 wurde auf dem See eine Veranstaltung der Nationalen Barfusswasserskimeisterschaft ausgetragen.
Der See ist außerdem bei Anglern beliebt. Ansässige Fischarten dieses Gewässers sind Hechte, der Forellenbarsch, Bluegill-Barsche, Sonnenbarsche und Schwarzbarsche.